# Spiroglyphus annulatus
Spiroglyphus annulatus är en ringmaskart som beskrevs av Daudin 1800. Spiroglyphus annulatus ingår i släktet Spiroglyphus och familjen Serpulidae. Inga underarter finns listade i Catalogue of Life.